# Pha That Luang
Pha That Luang (ວຽງ ຈັນ lub ທາດ ຫຼວງ) – laotańska buddyjska świątynia, znajdująca się w Wientianie.

## Historia
Na miejscu obecnej buddyjskiej świątyni znajdowały się inne budynki także innych religii. W III wieku p.n.e. wybudowano świątynię buddyjską, aby pochować posąg Buddy. Za to w XII wieku n.e. wybudowano tutaj świątynię Khmerską, ale popadła ona w ruinę. Jej pozostałości zostały odnalezione przez archeologów. W 1566 roku król Setthathirat przeniósł stolicę z Luang Prabang do Wientianu. Z tego powodu rozkazał on ją odbudować. W 1828 roku świątynia została zniszczona przez Tajów i ostatecznie porzucona. W 1900 roku francuski architekt-odkrywca Louis Delaporte postanowił odbudować budynek, jednak próba nie udała się. W latach trzydziestych XX wieku świątynia została odbudowana, lecz ponownie zniszczona podczas wojny Tajsko-Francuskiej. Ostatecznie budynek został odbudowany po II wojnie światowej i w tej formie stoi dzisiaj nienaruszony. Świątynia została wpisana na Listę Informacyjną UNESCO.

## Architektura

### Budynek
Budowla jest cała w kolorze złotym, jednak tylko dach wykonany jest ze złota. Reszta budynku jest jedynie pokolorowana na kolor złoty. Świątynia jest długa na około 69 metrów, a wysoka na 45 metrów.

### Wnętrze
Wnętrze jest podzielone na trzy namalowane części symbolizujące wędrówkę z Ziemi do Nieba. W budynku są też licznie ołtarze oraz obrazki symbolizujące Buddę.

## Galeria

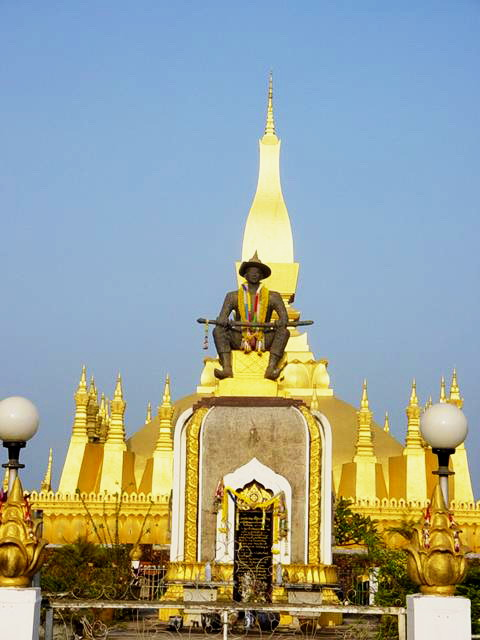
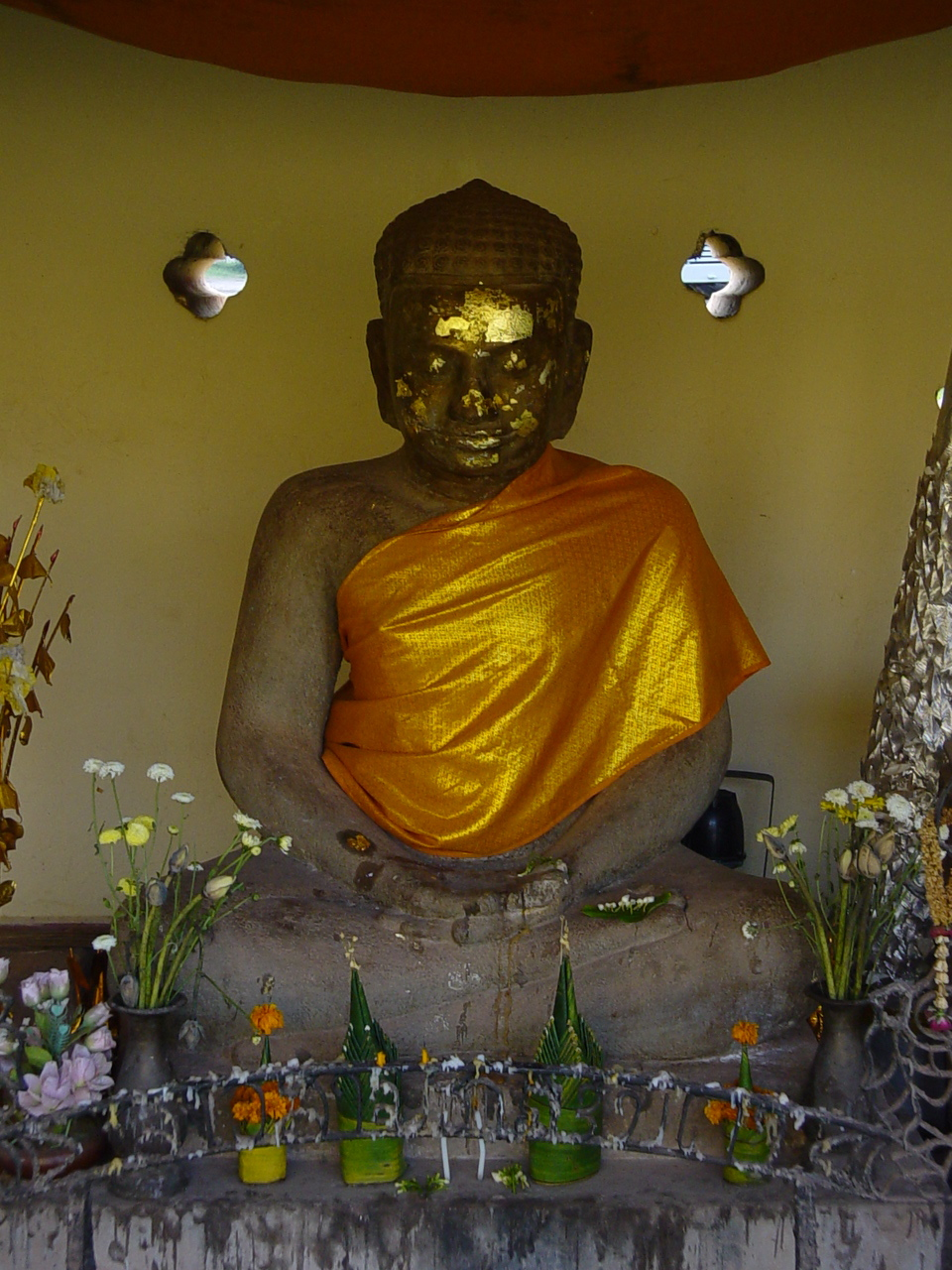
Posąg Buddy